# Universidad Federal de ABC
La Universidad Federal de ABC (en portugués: Universidade Federal do ABC, UFABC) es una institución pública brasileña de educación superior con sede en Santo André y São Bernardo do Campo, municipios pertenecientes a la región ABC, ambos en el estado de São Paulo. 
Es la única universidad federal en Brasil con 100% de sus profesores con doctorado y, por segundo año consecutivo en 2011, fue la única universidad en Brasil con factor de impacto en publicaciones científicas por encima del promedio mundial según SCImago Institutions. Clasificaciones. La institución fue evaluada por el Índice General de Cursos (IGC) del Ministerio de Educación (MEC) como la mejor universidad del Estado de São Paulo, siendo calificada como la 1ª en el ranking de cursos de pregrado entre todas las universidades del país. El IGC tiene en cuenta en su evaluación factores como la infraestructura, el profesorado y las calificaciones de los egresados en el Examen Nacional de Desempeño del Estudiante (ENADE). Ocupa el primer lugar entre las universidades brasileñas en el ítem "Internacionalización" en el Ranking Universitario del Diario Folha de S. Paulo.
El presidente del comité que formuló la propuesta de la universidad fue Luiz Bevilacqua, quien se convirtió en su segundo rector.